# 卡斯泰涅罗
卡斯泰涅罗（義大利語：Castegnero），是意大利威尼托大区维琴察省的一个市镇。总面积11平方公里，人口2777人，人口密度252.5人/平方公里（2009年）。国家统计（ISTAT）代码为024027。